# Monacha syriaca
Monacha syriaca is een slakkensoort uit de familie van de Hygromiidae. De wetenschappelijke naam van de soort is voor het eerst geldig gepubliceerd in 1831 door Ehrenberg.